# HCLテクノロジーズ
HCLテクノロジーズ（英語: HCL Technologies、略称 HCLTech）は1976年に設立されたインドに本社を置く多国籍企業のテクノロジー企業。

## 概要
HCLTechは1976年に創業者の Shiv Nadar を含む8名の技術者により設立され、ソフトウェアサービスを開始。
2018年にAppScanやBigFix、Notes/Domino、Sametimeなどのソフトウェア製品をIBMより買収。
2024年5月にヒューレット・パッカード・エンタープライズからコミュニケーション・テクノロジー・グループの一部を買収することを発表、12月に買収を完了。
1998年2月に日本法人である株式会社エイチシーエル・ジャパンを設立。

## 主なソフトウェア製品
主なソフトウェア製品には以下がある。
- セキュリティ
  - AppScan
- 運用管理
  - BigFix
- グループウェア
  - Notes/Domino
  - Sametime
- データベース管理システム
  - Informix
  - Ingres